# Copris punctiventris
Copris punctiventris är en skalbaggsart som beskrevs av Waterhouse 1891. Copris punctiventris ingår i släktet Copris och familjen bladhorningar. Inga underarter finns listade i Catalogue of Life.